# 刘禄 (明朝)
劉祿（1509年—1571年），字惟學，别號後峰，山东济南府章丘县人，軍籍，明朝官员、進士出身。

## 生平
嘉靖十六年（1538年）丁酉科山东乡试第七十五名举人，嘉靖二十三年，登甲辰科三甲進士，通政司观政，授行人，九廟告成，奉使颂詔朝鲜。嘉靖二十六年（1547年）六月升任戶科給事中，巡视光禄寺。九月二十日，户部尚书王杲與艾朴被下镇抚司狱追问。刘禄、厉汝进、查秉彝、徐养正、刘起宗等则上言力救，被廷杖七十，貶广西荔波县典史，後辞官歸鄉。穆宗時詔復原職，晋太常寺少卿致仕。隆慶五年二月卒，享年六十三。

## 家族
曾祖劉雄。祖父劉欒。父劉宗良。母殷氏。永感下。兄劉福。弟劉祉、劉祚。

## 延伸阅读
[在维基数据编辑]